# Кучеров Михайло Григорович
Михайло Григорович Кучеров (22 травня (3 червня) 1850, Засулля (нині Лубенського району Полтавської області), Полтавська губернія — 13 (26) червня 1911, Петербург) — російський хімік-органік. 

## Життєпис
У 1871 році закінчив Петербурзький землеробський (з 1877 — лісовий) інститут і працював там до 1910 року. Головні роботи присвячені вивченню неорганічних вуглеводнів. У 1881 році Кучеров відкрив метод гідратації сполук ацетиленового ряду в присутності ртутних солей (реакція Кучерова), за що отримав у 1885 році премію Російського фізико-хімічного товариства. У 1915 році це товариство заснувало премію імені Кучерова, яка присуджується дослідникам-початківцям у галузі хімії.

## Джерело
- УРЕ [Архівовано 4 грудня 2013 у Wayback Machine.]
- В. Я. Чирва, Д. П. Толстенко. Кучеров Михайло Григорович. Універсальний словник-енциклопедія / гол. ред. ради чл.-кор. НАНУ М. Попович. — 3-тє вид., перероб., доп. — К. : Всеувито. Новий друк. — 2003. — 1414 с. Архів оригіналу за 4 листопада 2018. Процитовано 04.11.2018.

| Антуан Лоран Лавуазьє | Це незавершена стаття про хіміка. Ви можете допомогти проєкту, виправивши або дописавши її. |